# Богодаровка (Чернухинский район)
Богодаровка (укр. Богодарівка) — село,
Богодаровский сельский совет,
Чернухинский район,
Полтавская область,
Украина.
Код КОАТУУ — 5325180501. Население по переписи 2001 года составляло 356 человек.
Является административным центром Богодаровского сельского совета, в который, кроме того, входят сёла
Голотовщина и
Осняг.

## Географическое положение
Село Богодаровка находится на расстоянии в 2,5 км от сёл Голотовщина, Новая Петровщина и Мехедовка (Лохвицкий район).
По селу протекает пересыхающий ручей с запрудой.